# Ugena
Ugena es un municipio y localidad española de la provincia de Toledo, en la comunidad autónoma de Castilla-La Mancha. El término municipal tiene una población de 5802 habitantes (INE 2024).

## Toponimia
Según Menéndez Pidal, el término Ugena podría derivarse de los antropónimos prerromanos Ustius o Usius.

## Geografía

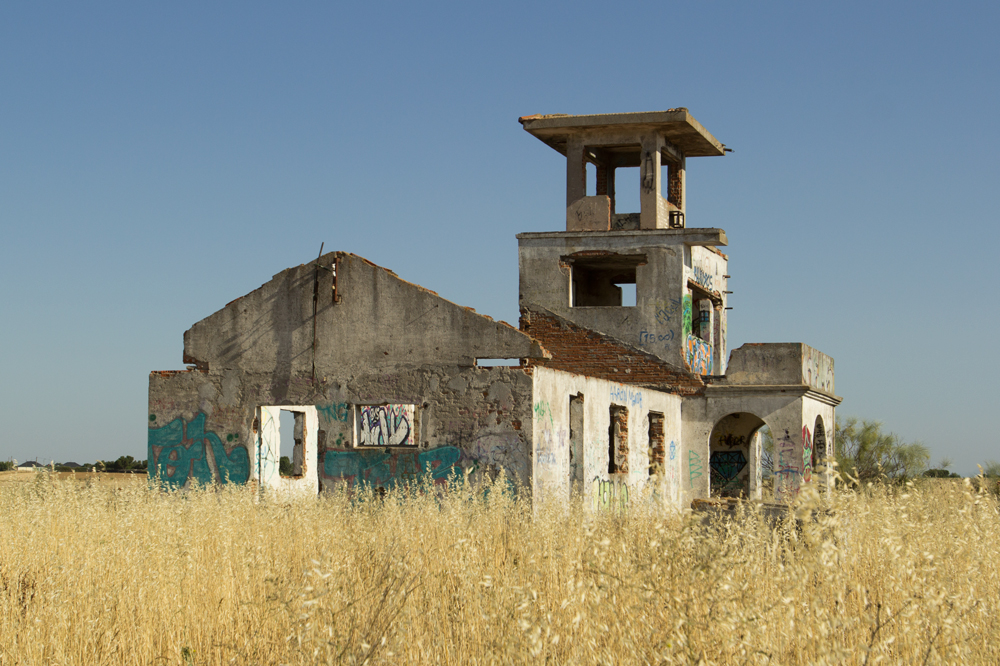
El Aeródromo de Griñón (Ugena) semiderruido del campo de aviación de Torrejoncillo de los Higos.

El municipio se encuentra situado en una llanura de la comarca de La Sagra y linda con los términos municipales de Serranillos del Valle, Griñón, Cubas de la Sagra y Casarrubuelos en la provincia de Madrid e Illescas y Carranque en la de Toledo.
Incluye el núcleo de Torrejoncillo de los Higos, antiguo despoblado; sin embargo se ha construido una urbanización con dicho nombre en el municipio.

## Historia
Su topónimo da idea de la antigüedad de la población, quizás de la época celtíbera. De su pasado mozárabe da fe la puerta de Ugena en la antigua muralla de Illescas. 
Siendo población realenga, en 1660 fue vendido a Fernando Carlos de Vera, conde de la Roca, pasando en 1734 a manos del noble baztanés y hombre de negocios Francisco de Goyeneche, quien sería nombrado marqués de Ugena en 1735. El pueblo se mantuvo como un señorío de la familia Goyeneche hasta 1780 en que volvió a ser de realengo.
A mediados del siglo XIX su actividad económica se basaba en la producción de trigo, cebada, garbanzos, vino y aceite, que se elaboraba en dos molinos. Por esas fechas, la villa tenía contabilizada una población de 397 habitantes. Aparece descrita en el decimoquinto volumen del Diccionario geográfico-estadístico-histórico de España y sus posesiones de Ultramar de Pascual Madoz de la siguiente manera:

UGENA: v. con ayunt. en la prov. y dióc. de Toledo (6 leg.), part. jud. de Illescas (1), aud. terr. da Madrid (6), c. g. de Castilla la Nueva. sit. en una llanura; es de clima frio; reinan los vientos N. y O. y se padecen catarros. Tiene 80 casas, la de ayunt., cárcel, un palacio propio del señor marqués de Prado-alegre, conde de Ugena, con bonitos jardines y á su inmediacion un gran olivar: en la torre de la izq. del palacio hay un reloj; escuela dotada con 1,100 rs. de los fondos públicos, á la que asisten 28 niños; igl. parr. (San Juan Bautista) curato de segundo ascenso y provision ordinaria; un oratorio que corresponde al citado palacio, y en los afueras la ermita del SSmo. Cristo de la Viga, por la cual se entra al cementerio al NE. de la v. Se surte de aguas potables en una fuente abundante dentro del pueblo, cristalinas y delgadas. Confina el térm. por N. con los de Serranillos, Griñon y Cubas (Madrid); E. Casarrubuelos; S. Illescas; O. Viso y Carranque, estendiéndose 3/4 de leg. de N. á S., lo mismo de E. á O. y comprende el desp. de Torrejoncillo de los Trigos; un prado de 32 fan.; 2 huertas y suertes de labor en terreno de secano y de inferior calidad. Los caminos son vecinales: el correo se recibe en Illescas por balijero tres veces á la semana. prod.: trigo, cebada, garbanzos, aceite y vino; se mantiene ganado vacuno y mular, sin caza ni pesca de ninguna clase. ind.: 2 molinos de aceite, elaboracion de yeso, arrieros y 2 tiendas de quincalla ordinaria. pobl.: 95 vec., 397 almas. cap. prod.: 469,500 rs. imp.: 15,232. contr.: 20,000 rs. 29 maravedís.
Perteneció esta v. al señ. del conde de su título hasta el año 1780, que le fueron tanteados por la misma todos los derechos.
(Madoz, 1849, p. 206)

## Demografía
Cuenta con una población de 5802 habitantes (INE 2024).
| Gráfica de evolución demográfica de Ugena entre 1842 y 2021                                                           |
| |
| Población de derecho según los censos de población del INE. Población de hecho según los censos de población del INE. |

## Símbolos
Escudo
Mantelado: 1º de gules, cruz mozárabe de plata; 2º, de azur, torre de oro; 3º, de plata, un árbol de olivo, arrancado de sinople. Al timbre Corona Real cerrada.
Encomendada su justificación histórica a Fernando Jiménez de Gregorio, el heraldista José Luis Ruz Márquez realizó el escudo descrito representando con la cruz, la población mozárabe con que contó Ugena durante la ocupación árabe; con la torre, la evocación de la del Torrejoncillo de los Higos, existente en la Edad Media, y con el olivo, el cultivo del olivar uno de los ejes de la economía local. La junta de la Real Academia de la Historia lo aprobó en 15 de marzo de 1985.

## Administración

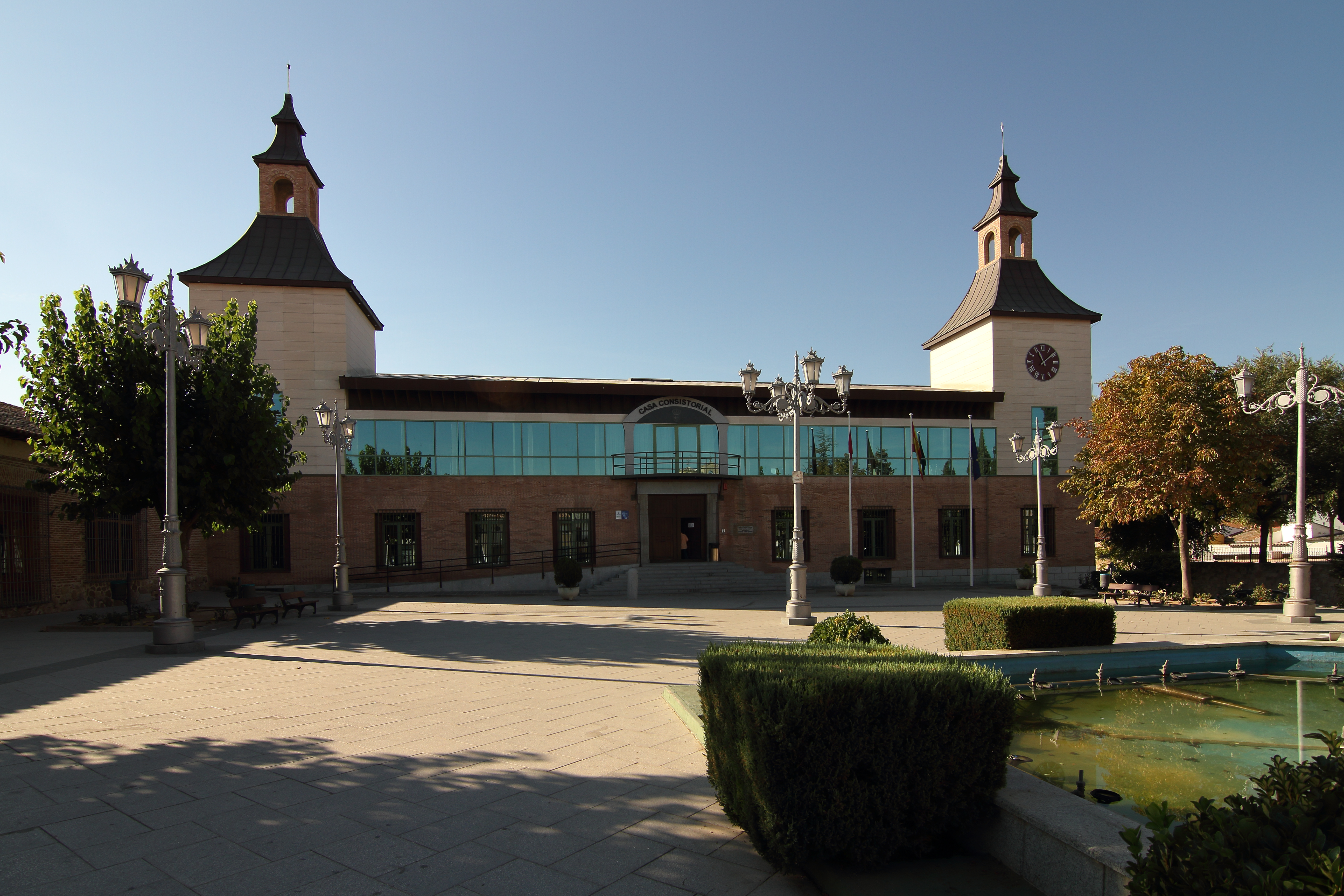
Casa consistorial

| Periodo   | Nombre                                                                                        | Partido       |
| --------- | --------------------------------------------------------------------------------------------- | ------------- |
| 1979-1983 | Luis Conde Navarro                                                                            | UCD           |
| 1983-1987 | Emiliano Menéndez García                                                                      | AP/PDP/UL     |
| 1987-1991 | Emiliano Menéndez García                                                                      | PP            |
| 1991-1995 | Emiliano Menéndez García                                                                      | PP            |
| 1995-1999 | Pascual Cabañas Berruguete                                                                    | Independiente |
| 1999-2003 | Manuel Conde Navarro                                                                          | PP            |
| 2003-2007 | Manuel Conde Navarro                                                                          | PP            |
| 2007-2011 | Manuel Conde Navarro (hasta septiembre de 2010) Martín Pérez Núñez (desde septiembre de 2010) | PP PSOE       |
| 2011-2015 | Martín Pérez Núñez (hasta mayo de 2013) Jesús García Fernández (desde mayo de 2013)           | A.S.I PSOE    |
| 2015-2019 | Jesús García Fernández                                                                        | PSOE          |
| 2019-2023 | Félix Gallego García                                                                          | PSOE          |

## Patrimonio

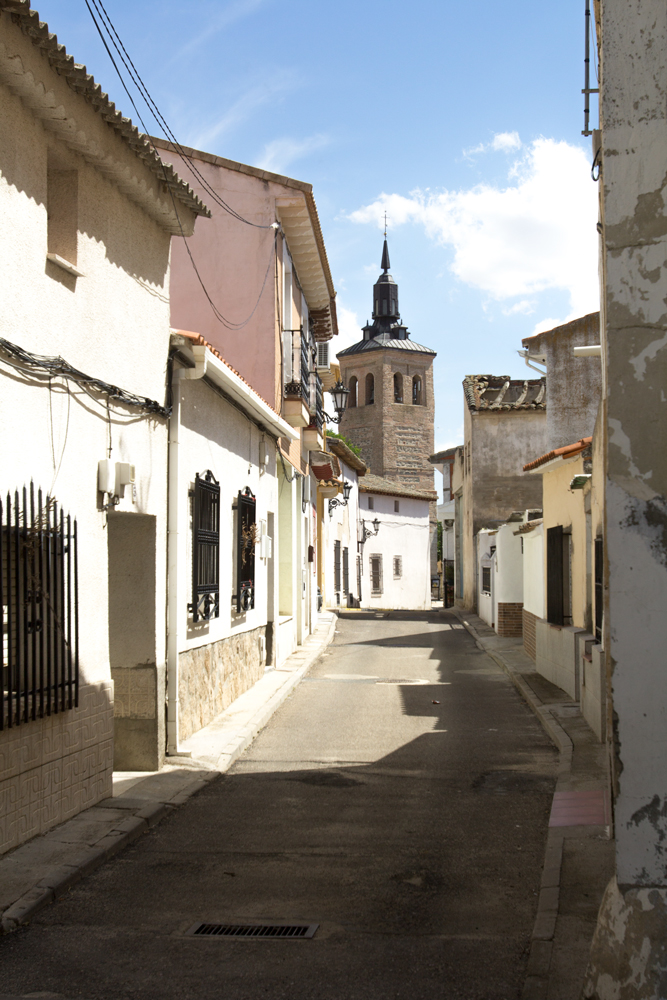
Calle de la Iglesia

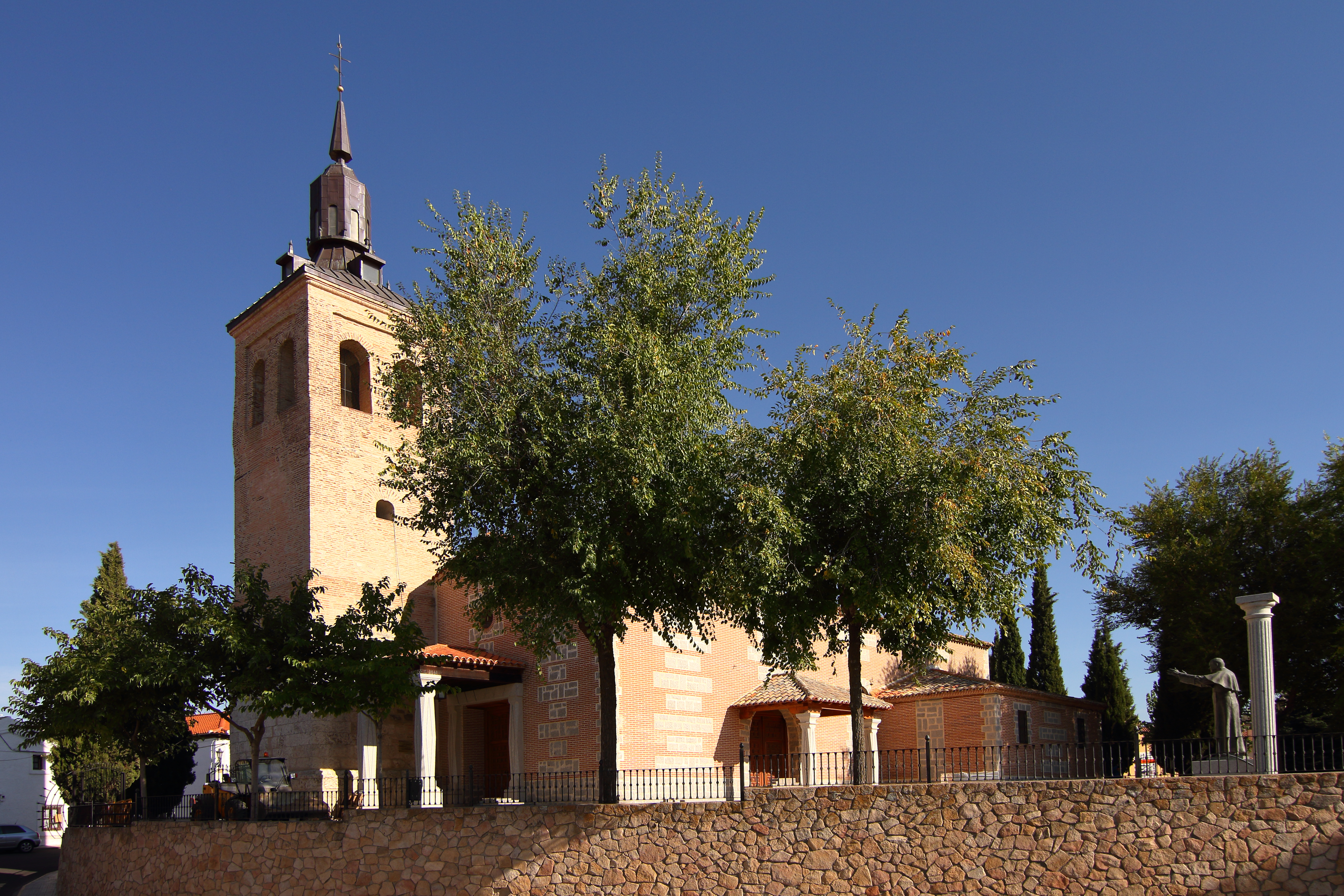
Iglesia de San Juan Bautista

- Iglesia parroquial de San Juan Bautista.[3]
- Palacio de los Condes de Ugena: Se conserva toda la planta baja original acondicionada y reformada con una planta superior de nueva construcción para darle uso como ayuntamiento. El edificio se encontraba en estado de abandono y se decidió reutilizarlo, tras las obras realizadas en el Edificio en la Edad Contemporánea, se dejaron varios lienzos y muros cubiertos con vitrinas para su correcta conservación en el interior  de la casa consistorial. Se conserva en los subterráneos parte de la bóveda de cañón, un capitel y varios arranques de muro en diversas estancias del edificio actual. Era una finca de veraneo de los Condes en la que residían diversos días del año. Se sabe que Carlos II utilizaba este palacio de descanso en su recorrido de Madrid a Toledo por encontrarse a medio camino en dicho trayecto.

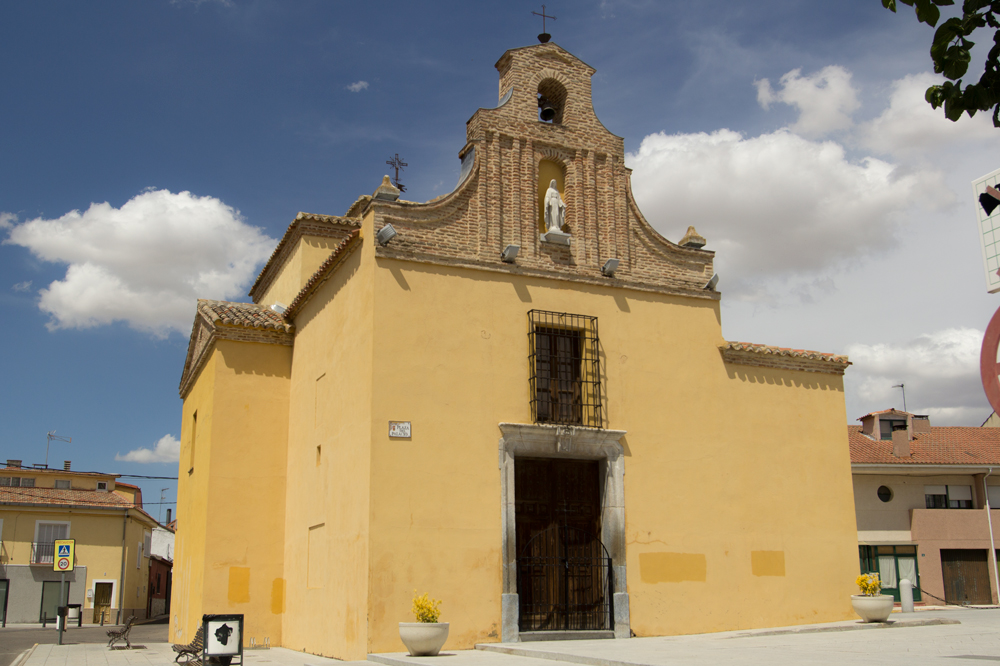
Ermita de Nuestra Señora de Portería

- Ermita de Nuestra Señora de Portería: Pequeño edificio de planta rectangular construido en el año 1728, era una pequeña capilla que formaba parte del complejo palaciego de los Condes de Ugena. Como hoy han desaparecido los muros que cercaban el complejo, queda como un cuerpo exento e individual dentro del núcleo urbano.
- Casa de los Guardeses: Casa adosada al cuerpo principal del Palacio en la que vivían los guardeses de la finca.
- Estanque del Palacio de los Condes de Ugena: De fábrica de ladrillo, este estanque formaba parte del complejo del palacio, se decidió a su consolidación y relleno interior para su utilización como escenario.
- Casa de los Barrera: Casa de planta irregular que ocuparía gran parte de la manzana, tiene un pequeño patio que en su día estaría rodeado por diferentes dependencia y daría lugar a una entrada central, pero la venta de parte de la casa para viviendas de construcción posterior deja dicho patio en un lateral.

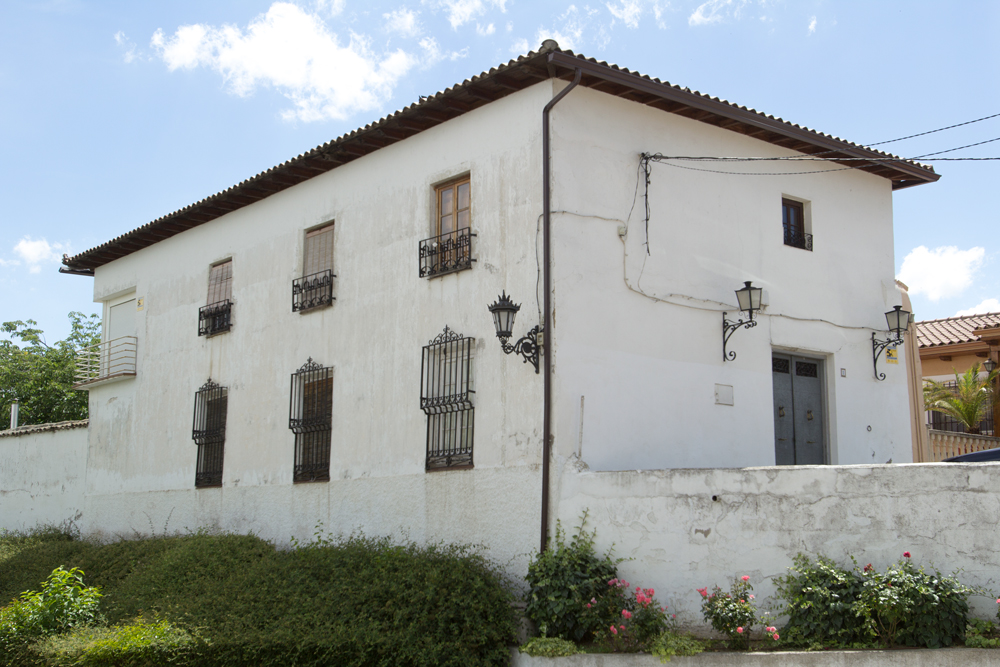
Casa de Conchita Barrera

- Casa de Conchita Barrera: Casa de planta rectangular con un gran patio posterior, que conserva rejería popular y una puerta cubierta de planchas de metal cuyos remaches está colocados de forma decorativa, unos números de forja en su parte superior cubriendo el cristal rezan que la puerta es de 1927.
- Casa de los Conde: Casa de planta irregular construida en 1858.
- Casa de los Zazo: Casa de planta irregular que conformaba gran parte de la manzana pero que fue vendiendo parte de sus dependencias para nuevas construcciones, actualmente se encuentra en ruinas y en estado de deterioro progresivo.
- Casa de los Mellizos

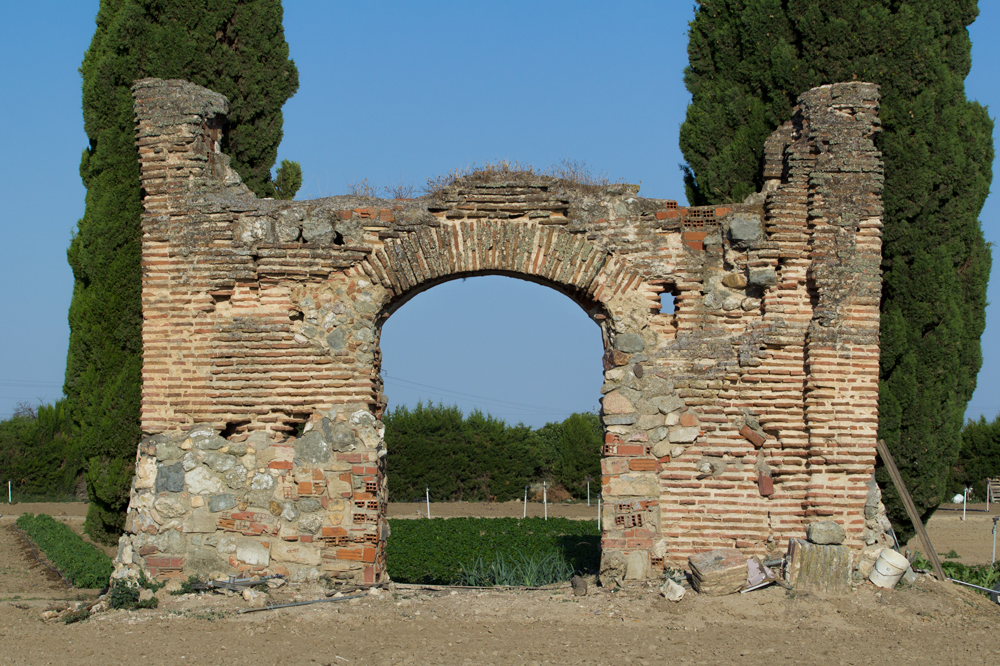
Iglesia de Torrejoncillo de los Higos

- Iglesia de Torrejoncillo de los Higos: Solo se conserva parte del frontal de la iglesia, básicamente el arco de entrada a la iglesia. Se encuentra en una finca agrícola en estado de deterioro progresivo, presenta una gran inclinación sobre el terreno y un gran desgaste.
- Aeródromo de Griñón (En abandono y en ruina).

## Fiestas
- 15 de mayo: San Isidro.
- 24 de junio: fiestas patronales de San Juan Bautista.
- Fiestas de septiembre.